# Campeonato Amazonense
Het Campeonato Amazonense is het staatskampioenschap voetbal van de Braziliaanse staat Amazonas. De staat bevindt zich zoals de naam al zegt in het geheel in Amazonegebied en is dunbevolkt. Hierdoor zijn er maar weinig voetbalclubs en staat Amazonas in de lagere middenmoot op de CBF-ranking. Tot 1963 was het een amateurcompetitie, daarna werd het een profcompetitie, waardoor wel een heel aantal clubs verdween. In 2016 zakte de competitie zelfs twee plaatsen, tot de 20ste plaats, in 2017 zakten ze nog een plaats. De staat mag twee teams afvaardigen naar de nationale Campeonato Brasileiro Série D, tot 2015 was dat nog maar één team. De statelijke bond FAF bepaalt welke teams dit zijn. Door het succes van de relatief nieuwe club Manaus steeg de competitie zowel in 2019, 2020 als in 2021 een plaats op de ranking en staat zo achttiende.
Het eerste kampioenschap werd al in 1914 gehouden. Aan dit kampioenschap namen in totaal vijf ploegen deel. De belangrijkste klassieker van Amazonas werd al in deze eerste editie gespeeld: Rio Negro - Nacional, ofwel Rio-Nal. De klasseverschillen waren nog groot, zo blijkt uit de uitslag van 9-0 in het voordeel van Nacional. Uitzonderlijk in de lange lijst zijn de kampioenschappen van 1924-1926, die simpelweg niet gehouden werden, en die van 1954 waarin twee ploegen zich tot kampioen kronen mochten. Het duurde tot 1980 vooraleer een club van buiten de hoofdstad Manaus in de hoogste klasse speelde. Daarna duurde het nog 25 jaar vooraleer een club van buiten Manaus staatskampioen kon worden.
Net als in andere Braziliaanse staatskampioenschappen, verschilt ook de competitieopzet van het kampioenschap in Amazone jaarlijks.

## Nationaal niveau
Bij de invoering van de eerste nationale competitie, de Taça Brasil in 1959, stuurde de staat pas vanaf 1964 een deelnemer tot 1968, met uitzondering van seizoen 1967. Nacional nam twee keer deel. Bij het rivaliserende kampioenschap, Torneio Roberto Gomes Pedrosa (1967-1970), werden de clubs van Amazonas te licht bevonden en mochten niet deelnemen. Bij de start van de Série A waren de clubs er ook niet bij, maar van 1972 tot 1986 mochten alle staten ten minste één deelnemer leveren. Met veertien deelnames was Nacional ook hier het meest succesvol. Rio Negro speelde zes seizoenen in de Série A en Fast Clube drie. Nadat de staatskampioenen geen rechtstreekse deelnemer meer mochten sturen in 1987 slaagde geen enkele club er nog in om in de Série A te spelen.
In de Série B is Rio Negro met acht deelnames de succesvolste club, al was de laatste keer in 1991. Sinds ook in de Série B geen automatisch ticket meer is konden enkel Nacional in 2000 en 2001 en São Raimundo van 2000 tot 2006 in de Série B spelen.
Verschillende clubs speelden in de Série C, Nacional en Rio Negro de meeste seizoenen. Na de invoering van de Série D, werd het opzet van de Série C nu dat van de Série D waardoor de staat elk jaar één deelnemer mag afleveren. Pas in 2019 slaagde het pas in 2013 opgerichte Manaus FC erin om als eerste club uit de staat promotie af te dwingen.

## Winnaars
- 1914 Manaos Athletic
- 1915 Manaos Athletic
- 1916 Nacional
- 1917 Nacional
- 1918 Nacional
- 1919 Nacional
- 1920 Nacional
- 1921 Rio Negro
- 1922 Nacional
- 1923 Nacional
- 1924 niet gespeeld
- 1925 niet gespeeld
- 1926 niet gespeeld
- 1927 Rio Negro
- 1928 Cruzeiro do Sul
- 1929 Manaos Sporting
- 1930 Cruzeiro do Sul
- 1931 Rio Negro
- 1932 Rio Negro
- 1933 Nacional
- 1934 Portuguesa
- 1935 Portuguesa
- 1936 Nacional
- 1937 Nacional
- 1938 Rio Negro
- 1939 Nacional
- 1940 Rio Negro
- 1941 Nacional
- 1942 Nacional
- 1943 Rio Negro
- 1944 Olímpico
- 1945 Nacional
- 1946 Nacional
- 1947 Olímpico
- 1948 Fast
- 1949 Fast
- 1950 Nacional
- 1951 América
- 1952 América
- 1953 América
- 1954 América
- 1955 Fast
- 1956 Auto Esporte
- 1957 Nacional
- 1958 Santos
- 1959 Auto Esporte
- 1960 Fast
- 1961 São Raimundo
- 1962 Rio Negro
- 1963 Nacional
- 1964 Nacional
- 1965 Rio Negro
- 1966 São Raimundo
- 1967 Olímpico
- 1968 Nacional
- 1969 Nacional
- 1970 Fast
- 1971 Fast
- 1972 Nacional
- 1973 Rodoviária
- 1974 Nacional
- 1975 Rio Negro
- 1976 Nacional
- 1977 Nacional
- 1978 Nacional
- 1979 Nacional
- 1980 Nacional
- 1981 Nacional
- 1982 Rio Negro
- 1983 Nacional
- 1984 Nacional
- 1985 Nacional
- 1986 Nacional
- 1987 Rio Negro
- 1988 Rio Negro
- 1989 Rio Negro
- 1990 Rio Negro
- 1991 Nacional
- 1992 Sul América
- 1993 Sul América
- 1994 América
- 1995 Nacional
- 1996 Nacional
- 1997 São Raimundo
- 1998 São Raimundo
- 1999 São Raimundo
- 2000 Nacional
- 2001 Rio Negro
- 2002 Nacional
- 2003 Nacional
- 2004 São Raimundo
- 2005 Grêmio Coariense
- 2006 São Raimundo
- 2007 Nacional
- 2008 Holanda
- 2009 América
- 2010 Penarol
- 2011 Penarol
- 2012 Nacional
- 2013 Princesa do Solimões
- 2014 Nacional
- 2015 Nacional
- 2016 Fast
- 2017 Manaus
- 2018 Manaus
- 2019 Manaus
- 2020 Penarol
- 2021 Manaus
- 2022 Manaus
- 2023 Amazonas
- 2024 Manaus

### Titels per club
| Club             | Stad             | Titels | Seizoenen |
| ---------------- | ---------------- | ------ | --- |
| Nacional         | Manaus           | 43     | (1916, 1917, 1918, 1919, 1920, 1922, 1923, 1933, 1936, 1937, 1939, 1941, 1942, 1945, 1946, 1950, 1957, 1963, 1964, 1968, 1969, 1972, 1974, 1976, 1977, 1978, 1979, 1980, 1981, 1983, 1984, 1985, 1986, 1991, 1995, 1996, 2000, 2002, 2003, 2007, 2012, 2014, 2015) |
| Rio Negro        | Manaus           | 17     | (1921, 1926, 1927, 1931, 1932, 1938, 1940, 1943, 1962, 1965, 1975, 1982, 1987, 1988, 1989, 1990, 2001) |
| São Raimundo     | Manaus           | 7      | (1961, 1966, 1997, 1998, 1999, 2004, 2006) |
| Fast Clube       | Manaus           | 7      | (1948, 1949, 1955, 1960, 1970, 1971, 2016) |
| América          | Manaus           | 6      | (1951, 1952, 1953, 1954, 1994, 2009) |
| Manaus           | Manaus           | 6      | (2017, 2018, 2019, 2021, 2022, 2024) |
| Olímpico         | Manaus           | 3      | (1944, 1947, 1967) |
| Penarol          | Itacoatiara      | 3      | (2010, 2011, 2020) |
| Manaos Athletic  | Manaus           | 2      | (1914, 1915) |
| Cruzeiro do Sul  | Manaus           | 2      | (1928, 1930) |
| União Esportiva  | Manaus           | 2      | (1934, 1935) |
| Auto Esporte     | Manaus           | 2      | (1956, 1959) |
| Sul América      | Manaus           | 2      | (1992, 1993) |
| Manaos Sporting  | Manaus           | 1      | (1929) |
| Santos           | Manaus           | 1      | (1958) |
| Rodoviária       | Manaus           | 1      | (1973) |
| Grêmio Coariense | Coari            | 1      | (2005) |
| Holanda          | Rio Preto da Eva | 1      | (2008) |
| Princesa         | Manacapuru       | 1      | (2013) |
| Amazonas         | Manaus           | 1      | (2023) |

## Eeuwige ranglijst
Clubs die vetgedrukt staan spelen in 2025 in de hoogste klasse.
| Club                 | Stad             | /109 | Periode (1914-2025) |
| -------------------- | ---------------- | ---- | --- |
| Nacional             | Manaus           | 104  | 1914-1923, 1928, 1930-1937, 1939-1950, 1952-1996, 1998-                                                                 |
| Fast                 | Manaus           | 83   | 1932-1953, 1955-1958, 1960-1995, 1997, 1999, 2001-2002, 2004, 2006-2020, 2022                                           |
| Rio Negro            | Manaus           | 83   | 1914-1918, 1920-1923, 1927-1945, 1960-1976, 1979-1990, 1992-1993, 1995-1996, 1998-2009, 2011-2013, 2015-2019, 2023-2024 |
| São Raimundo         | Manaus           | 62   | 1956-1979, 1983-1992, 1996-2018, 2020-2022, 2024-                                                                       |
| Sul América          | Manaus           | 62   | 1950-1990, 1992-1993, 1996-2014, 2019                                                                                   |
| América              | Manaus           | 61   | 1946-1959, 1961, 1963-1992, 1994-2004, 2007-2011                                                                        |
| Princesa do Solimões | Manacapuru       | 32   | 1987-1991, 1995-1998, 2001-2002, 2004-2019, 2021-                                                                       |
| Libermorro           | Manaus           | 27   | 1977-1989, 1993-1998, 2000-2002, 2004-2008                                                                              |
| União Esportiva      | Manaus           | 26   | 1915-1923, 1927-1928, 1931-1943, 1945, 1951                                                                             |
| Penarol              | Itacoatiara      | 25   | 1980-1989, 1991, 1993, 2009-2015, 2017-2022                                                                             |
| Independência        | Manaus           | 22   | 1927-1945, 1947, 1957, 1959                                                                                             |
| Olímpico             | Manaus           | 20   | 1939–1940, 1942-1947, 1954-1957, 1964, 1967-1973                                                                        |
| Clíper               | Manaus           | 16   | 1957-1959, 1996-2006, 2021-2022                                                                                         |
| Luso                 | Manaus           | 15   | 1915-1923, 1927, 1929, 1932-1935                                                                                        |
| Manaos Sporting      | Manaus           | 14   | 1914-1922, 1927-1931 |
| Manaus               | Manaus           | 12   | 2014- |
| Princesa Isabel      | Manaus           | 12   | 1948-1959 |
| Monte Cristo         | Manaus           | 9    | 1917-1918, 1920-1922, 1931-1934                                                                                         |
| Auto Esporte         | Manaus           | 9    | 1955-1963 |
| Iranduba             | Iranduba         | 9    | 2012-2015, 2019-2023 |
| Santos               | Manaus           | 8    | 1955-1962 |
| Eldorado             | Manaus           | 8    | 1946-1953 |
| Tijuca               | Manaus           | 7    | 1942-1948 |
| Amazonas             | Manaus           | 6    | 2020- |
| Operário             | Manacapuru       | 6    | 2011-2012, 2015, 2022-2024                                                                                              |
| Cruzeiro do Sul      | Manaus           | 6    | 1928-1931, 1933-1934 |
| Rodoviária           | Manaus           | 6    | 1969-1973, 1976 |
| Holanda              | Rio Preto da Eva | 6    | 2008-2009, 2012-2014, 2017                                                                                              |
| Euterpe              | Manaus           | 5    | 1920-1923, 1927 |
| Libertador           | Manaus           | 5    | 1927-1931 |
| General Osório       | Manaus           | 5    | 1939-1941, 1952-1953 |
| Barés                | Manaus           | 5    | 1948-1949, 1951-1953 |
| Labor                | Manaus           | 5    | 1957-1959, 1962-1963 |
| Manauara             | Manaus           | 4    | 2022- |
| Fluminense           | Manaus           | 4    | 1946, 1948-1949, 1951                                                                                                   |
| Guanabara            | Manaus           | 4    | 1951, 1957-1959 |
| Educandos            | Manaus           | 4    | 1957-1960 |
| CDC Manicoré         | Manicoré         | 4    | 2009-2010, 2012, 2018                                                                                                   |
| Nacional Borbense    | Borba            | 3    | 2014-2016 |
| Grêmio Coariense     | Coari            | 3    | 2004-2006 |
| Brasil Sport         | Manaus           | 3    | 1918, 1921-1922 |
| Amazonas             | Manaus           | 3    | 1919-1920, 1923 |
| Parintins            | Parintins        | 3    | 2023- |
| Manaos Athletic      | Manaus           | 2    | 1914-1915 |
| Internacional        | Manaus           | 2    | 1958-1959 |
| Payssandu            | Manaus           | 2    | 1918, 1930 |
| Comercial            | Manaus           | 2    | 1946-1947 |
| JC                   | Itacoatiara      | 2    | 2021-2022 |
| Olaria               | Humaitá          | 1    | 1980 |
| CEPE                 | Iranduba         | 1    | 2008 |
| Vasco da Gama        | Manaus           | 1    | 1914 |
| América FBC          | Manaus           | 1    | 1918 |
| Guarani              | Manaus           | 1    | 1959 |
| ASA                  | Manaus           | 1    | 2010 |
| Manaus Compensão     | Manaus           | 1    | 2010 |
| Tarumã               | Manaus           | 1    | 2013 |
| Unidos do Alvorada   | Manaus           | 1    | 2024 |
| Sete                 | Manaus           | 1    | 2025- |

1. ↑  Fast speelde tussen 2006 en 2010 in de stad Itacoatiara
2. ↑  In 2020 vonden twee kampioenschappen plaats, een geannuleerd waaraan Princesa do Solimões deelnam, en een officeel dat later gespeeld werd en waaraan de club niet deelnam waardoor de club officieel geen competitie speelde in 2020
3. ↑  União Esportiva speelde in 1915 als Onze Português
4. ↑  Luso SC speelde tot 1919 als Luso FC en van 1920 tot 1923 als Luso Brasileiro FC